# The Rolling Stones-diszkográfia
A brit The Rolling Stones együttes diszkográfiája 29 stúdióalbumot, 10 koncertlemezt, 30 válogatást, 3 középlemezt és 92 kislemezt tartalmaz. Az együttes első megjelent felvétele egy 1963 júniusában kiadott kislemez volt Chuck Berry "Come On" és Willie Dixon "I Want to Be Loved" című dalának feldolgozásával.
Az 1960-as években általánosan bevett gyakorlat volt, hogy a Nagy-Britanniában megjelent albumokat az amerikai kiadáshoz teljesen átszerkesztették. Esetenként az amerikai változat más számlistával, más borítóval, és néha más címmel került a boltokba. Az első öt Rolling Stones album nyolc nagylemezen jelent meg az Egyesült Államokban, megtoldva az eredeti számlistákat az Angliában csak kislemezen vagy középlemezen kiadott dalokkal, koncertfelvételekkel. 1967-es Their Satanic Majesties Request albumtól kezdve egységesítették a Rolling Stones albumok brit és amerikai kiadásait.
1964-től 1969-ig Angliában a Decca Records, míg Amerikában a London Records adta ki a Rolling Stones lemezeit. Ezután az együttes maga adta ki a lemezeit, és szerződéseket kötött a nagy kiadóvállalatokkal az albumok terjesztésére (Angliában az EMI, Amerikában az Atlantic Records). A Rolling Stones Records 1992-ben szűnt meg, amikor a zenekar aláírt a Virgin Recordshoz.

## Stúdióalbumok
Brit kiadású albumok (1964–1967)
| Év   | Album információ                                                               | Listás helyezések (UK Albums Chart) | Eladási minősítések |
| ---- | ------------------------------------------------------------------------------ | ----------------------------------- | ------------------- |
| 1964 | The Rolling Stones - Megjelenés: 1964. április 16. - Kiadó: Decca Records      | 1 (51 hétig)                        |                     |
| 1965 | The Rolling Stones No. 2 - Megjelenés: 1965. január 15. - Kiadó: Decca Records | 1 (37 hétig)                        |                     |
| 1965 | Out of Our Heads - Megjelenés: 1965. szeptember 24. - Kiadó: Decca Records     | 2 (24 hétig)                        |                     |
| 1966 | Aftermath - Megjelenés: 1966. április 15. - Kiadó: Decca Records               | 1 (28 hétig)                        |                     |
| 1967 | Between the Buttons - Megjelenés: 1967. január 20. - Kiadó: Decca Records (UK) | 3 (22 hétig)                        |                     |

Amerikai kiadású albumok (1964–1967)
| Év   | Album információ                                                                              | Listás helyezések (Billboard 200) | Eladási minősítések (Csak USA) |
| ---- | --------------------------------------------------------------------------------------------- | --------------------------------- | ------------------------------ |
| 1964 | England's Newest Hit Makers - Megjelenés: 1964. május 30. - Kiadó: London Records             | 11 (35 hétig)                     | arany                          |
| 1964 | 12 X 5 - Megjelenés: 1964. október 17. - Kiadó: London Records                                | 3 (38 hétig)                      | arany                          |
| 1965 | The Rolling Stones, Now! - Megjelenés: 1965. február 13. - Kiadó: London Records              | 5 (53 hétig)                      | arany                          |
| 1965 | Out of Our Heads - Megjelenés: 1965. július 30. - Kiadó: London Records                       | 1 (65 hétig)                      | platina                        |
| 1965 | December's Children (And Everybody's) - Megjelenés: 1965. december 4. - Kiadó: London Records | 4 (33 hétig)                      | arany                          |
| 1966 | Aftermath - Megjelenés: 1966. június 20. - Kiadó: London Records                              | 2 (50 hétig)                      | arany                          |
| 1967 | Between the Buttons - Megjelenés: 1967. február 11. - Kiadó: London Records                   | 2 (47 hétig)                      | arany                          |

1967 utáni kiadások
| Év   | Album információ                                                                                               | Listás helyezések | Listás helyezések | Eladási minősítések                     |
| Év   | Album információ                                                                                               | UK                | US                | Eladási minősítések                     |
| ---- | --- | ----------------- | ----------------- | --------------------------------------- |
| 1967 | Their Satanic Majesties Request - Megjelenés: 1967. december 8. - Kiadó: Decca Records - Kiadó: London Records | 3 (13 hétig)      | 2 (30 hétig)      | - arany                                 |
| 1968 | Beggars Banquet - Megjelenés: 1968. december 6. - Kiadó: Decca Records - Kiadó: London Records                 | 3 (13 hétig)      | 5 (32 hétig)      | - platina                               |
| 1969 | Let It Bleed - Megjelenés: 1969. december 5. - Kiadó: Decca Records - Kiadó: London Records                    | 1 (30 hétig)      | 3 (44 hétig)      | - 2×platina - platina                   |
| 1971 | Sticky Fingers - Megjelenés: 1971. április 23. - Kiadó: Rolling Stones Records                                 | 1 (32 hétig)      | 1 (62 hétig)      | - 3×platina - arany                     |
| 1972 | Exile on Main St. - Megjelenés: 1972. május 12. - Kiadó: Rolling Stones Records                                | 1 (31 hétig)      | 1 (43 hétig)      | - platina                               |
| 1973 | Goats Head Soup - Megjelenés: 1973. augusztus 31. - Kiadó: Rolling Stones Records                              | 1 (14 hétig)      | 1 (37 hétig)      | - 3×platina - arany - arany             |
| 1974 | It’s Only Rock ’n’ Roll - Megjelenés: 1974. október 18. - Kiadó: Rolling Stones Records                        | 2 (9 hétig)       | 1 (20 hétig)      | - platina - arany - arany               |
| 1976 | Black and Blue - Megjelenés: 1976. április 23. - Kiadó: Rolling Stones Records                                 | 2 (14 hétig)      | 1 (24 hétig)      | - platina - arany - arany               |
| 1978 | Some Girls - Megjelenés: 1978. június 9. - Kiadó: Rolling Stones Records                                       | 2 (25 hétig)      | 1 (82 hétig)      | - 6×platina - arany - arany             |
| 1980 | Emotional Rescue - Megjelenés: 1980. június 20. - Kiadó: Rolling Stones Records                                | 1 (18 hétig)      | 1 (51 hétig)      | - 2×platina - arany - arany             |
| 1981 | Tattoo You - Megjelenés: 1981. augusztus 24. - Kiadó: Rolling Stones Records                                   | 2 (29 hétig)      | 1 (58 hétig)      | - 4×platina - arany - arany             |
| 1983 | Undercover - Megjelenés: 1983. november 7. - Kiadó: Rolling Stones Records                                     | 3 (18 hétig)      | 4 (23 hétig)      | - platina - arany                       |
| 1986 | Dirty Work - Megjelenés: 1986. március 24. - Kiadó: Rolling Stones Records                                     | 4 (10 hétig)      | 4 (25 hétig)      | - platina - arany - arany - arany       |
| 1989 | Steel Wheels - Megjelenés: 1989. augusztus 29. - Kiadó: Rolling Stones Records                                 | 2 (18 hétig)      | 3 (36 hétig)      | - 3×platina - arany - 2×arany - arany   |
| 1994 | Voodoo Lounge - Megjelenés: 1994. július 11. - Kiadó: Virgin Records                                           | 1 (41 hétig)      | 2 (38 hétig)      | - 2×platina - arany - 2×arany - platina |
| 1997 | Bridges to Babylon - Megjelenés: 1997. szeptember 29. - Kiadó: Virgin Records                                  | 6 (22 hétig)      | 3 (27 hétig)      | - platina - arany - 2×arany - platina   |
| 2005 | A Bigger Bang - Megjelenés: 2005. szeptember 5. - Kiadó: Virgin Records                                        | 2 (14 hétig)      | 3 (19 hétig)      | - platina - arany - arany - platina     |
| 2016 | Blue & Lonesome - Megjelenés: 2016. december 2. - Kiadó: Polydor Records                                       | ()                | ()                | USA · UK · Franciaország · Németország  |
| 2023 | Hackney Diamonds - Megjelenés: 2023. október 20.                                                               |                   |                   |                                         |

## Koncertalbumok
| Év   | Album információ | Listás helyezések | Listás helyezések | Eladási minősítések                  |
| Év   | Album információ | UK                | US                | Eladási minősítések                  |
| ---- | --- | ----------------- | ----------------- | ------------------------------------ |
| 1966 | Got Live If You Want It! - Megjelenés: 1966. december 10. - Kiadó: London Records                                                   | —                 | 6 (48 hétig)      | - arany                              |
| 1970 | Get Yer Ya-Ya's Out! The Rolling Stones in Concert - Megjelenés: 1970. szeptember 4. - Kiadó: Decca Records - Kiadó: London Records | 1 (16 hétig)      | 6 (23 hétig)      | - platina                            |
| 1977 | Love You Live - Megjelenés: 1977. szeptember 23. - Kiadó: Rolling Stones Records                                                    | 3 (8 hétig)       | 5 (17 hétig)      | - arany - arany                      |
| 1982 | "Still Life" (American Concert 1981) - Megjelenés: 1982. június 1. - Kiadó: Rolling Stones Records                                  | 4 (18 hétig)      | 5 (23 hétig)      | - platina - arany                    |
| 1991 | Flashpoint - Megjelenés: 1991. április 2. - Kiadó: Rolling Stones Records                                                           | 6 (7 hétig)       | 16 (17 hétig)     | - arany - ezüst - 2× arany - arany   |
| 1995 | Stripped - Megjelenés: 1995. november 13. - Kiadó: Virgin Records                                                                   | 9 (16 hétig)      | 9 (19 hétig)      | - platina - arany - 2× arany - arany |
| 1996 | The Rolling Stones Rock and Roll Circus - Megjelenés: 1996. október 14 - Kiadó: Decca Records                                       | —                 | 92 (3 hétig)      |                                      |
| 1998 | No Security - Megjelenés: 1998. november 2. - Kiadó: Virgin Records                                                                 | 67 (3 hétig)      | 34 (8 hétig)      |                                      |
| 2004 | Live Licks - Megjelenés: 2004. november 1. - Kiadó: Virgin Records                                                                  | 38 (15 hétig)     | 50 (2 hétig)      | - arany - ezüst                      |
| 2008 | Shine a Light - Megjelenés: 2008. április 1. - Kiadó: Polydor Records                                                               | 2 (8 hétig)       | 11 (7 hétig)      | - ezüst                              |

## Válogatásalbumok
| Év   | Album információ | Listás helyezések | Listás helyezések | Eladási minősítések                         |
| Év   | Album információ | UK                | US                | Eladási minősítések                         |
| ---- | --- | ----------------- | ----------------- | ------------------------------------------- |
| 1966 | Big Hits (High Tide and Green Grass) - Megjelenés: 1966. március 28 - Kiadó: London Records - Megjelenés: 1966. november 4. - Kiadó: Decca Records | 4 (43 hétig)      | 3 (99 hétig)      | - 2×platina                                 |
| 1967 | Flowers - Megjelenés: 1967. június 26. - Kiadó: London Records                                                                                     | —                 | 3 (35 hétig)      | - arany                                     |
| 1969 | Through the Past, Darkly (Big Hits Vol. 2) - Megjelenés: 1969. szeptember 12. - Kiadó: Decca Records - Kiadó: London Records                       | 2 (37 hétig)      | 2 (32 hétig)      | - platina                                   |
| 1971 | Stone Age - Megjelenés: 1971. március 6. - Kiadó: Decca Records                                                                                    | 4 (7 hétig)       | —                 |                                             |
| 1971 | Gimme Shelter - Megjelenés: 1971. szeptember 10. - Kiadó: Decca Records                                                                            | 19 (5 hétig)      | —                 |                                             |
| 1971 | Hot Rocks 1964–1971 - Megjelenés: 1971. december 20. - Kiadó: ABKCO Records/London Records                                                         | —                 | 4 (243 hétig)     | - 12×platina                                |
| 1972 | Milestones - Megjelenés: 1972. február 18. - Kiadó: Decca Records                                                                                  | 14 (8 hétig)      | —                 |                                             |
| 1972 | Rock'n'Rolling Stones - Megjelenés: 1972. október 13. - Kiadó: Decca Records                                                                       | 41 (1 wk)         | —                 |                                             |
| 1972 | More Hot Rocks (Big Hits & Fazed Cookies) - Megjelenés: 1972. december 11. - Kiadó: ABKCO Records                                                  | —                 | 9 (29 hétig)      | - arany                                     |
| 1973 | No Stone Unturned - Megjelenés: 1973. október 5. - Kiadó: Decca Records                                                                            | —                 | —                 |                                             |
| 1975 | Metamorphosis - Megjelenés: 1975. június 6. - Kiadó: ABKCO Records                                                                                 | 45 (1 wk)         | 8 (13 hétig)      |                                             |
| 1975 | Made in the Shade - Megjelenés: 1975. június 6. - Kiadó: Rolling Stones Records                                                                    | 14 (12 hétig)     | 6 (17 hétig)      | - platina                                   |
| 1975 | Rolled Gold: The Very Best of the Rolling Stones - Megjelenés: 1975. november 6. - Kiadó: Decca Records                                            | 7 (50 hétig)      | —                 | - arany                                     |
| 1979 | Time Waits for No One: Anthology 1971–1977 - Megjelenés: 1979. május 29. - Kiadó: Rolling Stones Records                                           | —                 | —                 |                                             |
| 1980 | Solid Rock - Megjelenés: 1980. október 28. - Kiadó: Decca Records                                                                                  | —                 | —                 |                                             |
| 1981 | Slow Rollers - Megjelenés: 1981. január 1. - Kiadó: Decca Records                                                                                  | —                 | —                 |                                             |
| 1981 | Sucking in the Seventies - Megjelenés: 1981. március 9. - Kiadó: Rolling Stones Records                                                            | —                 | 15 (12 hétig)     | - arany                                     |
| 1982 | In Concert - Megjelenés: 1982. július 21. - Kiadó: Decca Records                                                                                   | 94 (3 hétig)      | —                 |                                             |
| 1982 | Story of The Stones - Megjelenés: 1982. december 1. - Kiadó: Decca Records                                                                         | 24 (12 hétig)     | —                 | - arany                                     |
| 1984 | Rewind (1971–1984) - Megjelenés: 1984. június 19. - Kiadó: Rolling Stones Records                                                                  | 23 (18 hétig)     | 86 (11 hétig)     | - arany                                     |
| 1989 | Singles Collection: The London Years - Megjelenés: 1989. augusztus 15. - Kiadó: ABKCO Records                                                      | 138 (10 hétig)    | 91 (22 hétig)     | - platina                                   |
| 1993 | Jump Back: The Best of The Rolling Stones - Megjelenés: 1993. november 22. - Kiadó: Virgin Records                                                 | 16 (104 hétig)    | —                 | - 2× platina - platina - arany              |
| 2002 | Forty Licks - Megjelenés: 2002. szeptember 30. - Kiadó: Virgin/ABKCO/Decca                                                                         | 2 (108 hétig)     | 2 (48 hétig)      | - 4×platina - 3×platina - platina - platina |
| 2004 | Jump Back: The Best of The Rolling Stones - Megjelenés: 2004. augusztus 24. - Kiadó: Virgin Records                                                | —                 | 30 (58 hétig)     | - platina                                   |
| 2005 | Rarities 1971–2003 - Megjelenés: 2005. november 22. - Kiadó: Virgin Records                                                                        | 133 (1 wk)        | 76 (6 hétig)      |                                             |
| 2007 | Rolled Gold: The Very Best of the Rolling Stones - Megjelenés: 2007. november 12. - Kiadó: UMTV                                                    | 26 (15 hétig)     | —                 |                                             |
| 2012 | GRRR! - Megjelenés: 2012. november 9. - Kiadó: ABKCO/Universal                                                                                     | 3 (14 hétig)      | 19 (13 hétig)     | - arany - 2x platina - arany                |

## Középlemezek
| Év   | Album információ                                                                    | Listás helyezések (UK Albums Chart) |
| ---- | ----------------------------------------------------------------------------------- | ----------------------------------- |
| 1964 | The Rolling Stones (EP) - Megjelenés: 1964. január 17. - Kiadó: Decca Records       | 1 (57 hétig)                        |
| 1964 | Five by Five (EP) - Megjelenés: 1964. augusztus 14. - Kiadó: Decca Records          | 1 (54 hétig)                        |
| 1965 | Got Live If You Want It! (EP) - Megjelenés: 1965. június 11. - Kiadó: Decca Records | 1 (42 hétig)                        |

## Díszdobozos kiadványok
| Év   | Album információ                                                                 | Listás helyezések (UK Albums Chart) |
| ---- | -------------------------------------------------------------------------------- | ----------------------------------- |
| 2004 | Singles 1963–1965 - Megjelenés: 2004. április 26. - Kiadó: Decca/ABKCO           | 178 (1 hétig)                       |
| 2004 | Singles 1965–1967 - Megjelenés: 2004. július 12. - Kiadó: Decca/ABKCO            | —                                   |
| 2005 | Singles 1968–1971 - Megjelenés: 2005. február 28. - Kiadó: Decca/ABKCO           | —                                   |
| 2009 | The Rolling Stones Box Set - Megjelenés: 2009. július 28. - Kiadó: Hip-O Records | —                                   |

## Kislemezek

### 1960-as évek
| Megjelenés                                | A-oldal                                                                    | B-oldal                                               | Listás helyezések | Listás helyezések |
| Megjelenés                                | A-oldal                                                                    | B-oldal                                               | UK                | USA               |
| ----------------------------------------- | -------------------------------------------------------------------------- | ----------------------------------------------------- | ----------------- | ----------------- |
| 1963. június 7.                           | Come On (Chuck Berry)                                                      | I Want to Be Loved (Willie Dixon)                     | #21               | -                 |
| 1963. november 1.                         | I Wanna Be Your Man (Lennon/McCartney)                                     | Stoned (Nanker Phelge)                                | #12               | -                 |
| 1964. február 21.                         | Not Fade Away (Norman Petty/Buddy Holly)                                   | Little by Little (Nanker Phelge/Phil Spector)         | #3                | -                 |
| 1964. március 6.                          | Not Fade Away (Petty/Holly)                                                | I Wanna Be Your Man (Lennon/McCartney)                | -                 | #48               |
| 1964. június 26. 1964. július 25.         | It's All Over Now (Bobby Womack/Shirley Womack)                            | Good Times, Bad Times (Jagger/Richards)               | #1                | #26               |
| 1964. augusztus                           | Tell Me (You're Coming Back) (Jagger/Richards)                             | I Just Want to Make Love to You (Dixon)               | -                 | #24               |
| 1964. szeptember 26.                      | Time Is on My Side (Jerry Ragovoy)                                         | Congratulations (Jagger/Richards)                     | -                 | #6                |
| 1964. november 13.                        | Little Red Rooster (Dixon)                                                 | Off the Hook (Jagger/Richards)                        | #1                | -                 |
| 1964. december 19.                        | Heart of Stone (Jagger/Richards)                                           | What a Shame (Jagger/Richards)                        | -                 | #19               |
| 1965. január                              | What a Shame (Jagger/Richards)                                             | Heart of Stone (Jagger/Richards)                      | -                 | #124              |
| 1965. február 26. 1965. március 13.       | The Last Time (Jagger/Richards)                                            | Play With Fire (Jagger/Richards)                      | #1                | #9                |
| 1965. május                               | Play With Fire (Jagger/Richards)                                           | The Last Time (Jagger/Richards)                       | -                 | #96               |
| 1965. május 27.                           | (I Can't Get No) Satisfaction (Jagger/Richards)                            | The Under-Assistant West Coast Promotion Man (Phelge) | -                 | #1                |
| 1965. augusztus 20.                       | (I Can't Get No) Satisfaction (Jagger/Richards)                            | The Spider and the Fly (Jagger/Richards)              | #1                | -                 |
| 1965. szeptember 25.                      | Get Off of My Cloud (Jagger/Richards)                                      | I'm Free (Jagger/Richards)                            | -                 | #1                |
| 1965. október 22.                         | Get Off of My Cloud (Jagger/Richards)                                      | The Singer Not The Song                               | #1                | -                 |
| 1965. december 18.                        | As Tears Go By (Jagger/Richards/Oldham)                                    | Gotta Get Away (Jagger/Richards)                      | -                 | #6                |
| 1966. február 4.                          | 19th Nervous Breakdown (Jagger/Richards)                                   | As Tears Go By (Jagger/Richards/Oldham)               | #2                | -                 |
| 1966. február 12.                         | 19th Nervous Breakdown (Jagger/Richards)                                   | Sad Day (Jagger/Richards)                             | -                 | #2                |
| 1966. május 7.                            | Paint It, Black (Jagger/Richards)                                          | Stupid Girl (Jagger/Richards)                         | -                 | #1                |
| 1966. május 13.                           | Paint It, Black (Jagger/Richards)                                          | Long Long While (Jagger/Richards)                     | #1                | -                 |
| 1966. június 20.                          | Mother's Little Helper (Jagger/Richards)                                   | Lady Jane (Jagger/Richards)                           | -                 | #8                |
| 1966. június 20.                          | Lady Jane (Jagger/Richards)                                                | Mother's Little Helper (Jagger/Richards)              | -                 | #24               |
| 1966. szeptember 23. 1966. szeptember 24. | Have You Seen Your Mother, Baby, Standing in the Shadow? (Jagger/Richards) | Who's Driving Your Plane? (Jagger/Richards)           | #5                | #9                |
| 1967. január 13. (UK) 1967. január 14.    | Let's Spend the Night Together (Jagger/Richards) (dupla A-oldal)           | Ruby Tuesday (Jagger/Richards) (dupla A-oldal)        | #3                | #55               |
| 1967. január 14.                          | Ruby Tuesday (Jagger/Richards)                                             | Let's Spend the Night Together (Jagger/Richards)      | -                 | #1                |
| 1967. augusztus 18. 1967. szeptember 2.   | We Love You (Jagger/Richards)                                              | Dandelion (Jagger/Richards)                           | #8                | #50               |
| 1967. szeptember 2.                       | Dandelion (Jagger/Richards)                                                | We Love You (Jagger/Richards)                         | -                 | #14               |
| 1967. december 2.                         | In Another Land (Bill Wyman)                                               | The Lantern (Jagger/Richards)                         | -                 | #87               |
| 1967. szeptember                          | She's a Rainbow (Jagger/Richards)                                          | 2000 Light Years from Home (Jagger/Richards)          | -                 | #25               |
| 1968. május 24. 1968. június 1.           | Jumpin' Jack Flash (Jagger/Richards)                                       | Child of the Moon (Jagger/Richards)                   | #1                | #3                |
| 1968. augusztus 31.                       | Street Fighting Man (Jagger/Richards)                                      | No Expectations (Jagger/Richards)                     | -                 | #48               |
| 1969. július 4. 1969. július 5.           | Honky Tonk Women (Jagger/Richards)                                         | You Can't Always Get What You Want (Jagger/Richards)  | #1                | #1                |

### 1970-es évek
| Megjelenés                              | A-oldal                                                              | B-oldal                                                     | Listás helyezések | Listás helyezések |
| Megjelenés                              | A-oldal                                                              | B-oldal                                                     | UK                | USA               |
| --------------------------------------- | -------------------------------------------------------------------- | ----------------------------------------------------------- | ----------------- | ----------------- |
| 1971. április 16.                       | Brown Sugar (Jagger/Richards)                                        | Bitch (Jagger/Richards) Let It Rock (Live) (Berry)          | #2                | -                 |
| 1971. május 7.                          | Brown Sugar (Jagger/Richards)                                        | Bitch (Jagger/Richards)                                     | -                 | #1                |
| 1971. június 12.                        | Wild Horses (Jagger/Richards)                                        | Sway (Jagger/Richards)                                      | -                 | #28               |
| 1971. június                            | Street Fighting Man (Jagger/Richards)                                | Surprise, Surprise (Jagger/Richards)                        | #21               | -                 |
| 1972. április 15. 1972. április 21.     | Tumbling Dice (Jagger/Richards)                                      | Sweet Black Angel (Jagger/Richards)                         | #5                | #7                |
| 1972. július 15.                        | Happy (Jagger/Richards)                                              | All Down the Line (Jagger/Richards)                         | -                 | #22               |
| 1973. április                           | You Can't Always Get What You Want (Jagger/Richards)                 | Sad Day (Jagger/Richards)                                   | -                 | #42               |
| 1973. augusztus 17. 1973. augusztus 28. | Angie (Jagger/Richards)                                              | Silver Train (Jagger/Richards)                              | #5                | #1                |
| 1973. december                          | Doo Doo Doo Doo Doo (Heartbreaker) (Jagger/Richards)                 | Dancing with Mr. D (Jagger/Richards)                        | -                 | #15               |
| 1974. július 26. 1974. július 27.       | It’s Only Rock ’n’ Roll (But I Like It) (Jagger/Richards)            | Through the Lonely Nights (Jagger/Richards)                 | #10               | #16               |
| 1974. október 25.                       | Ain’t Too Proud to Beg (Norman Whitfield/Eddie Holland)              | Dance Little Sister (Jagger/Richards)                       | -                 | #17               |
| 1975. május 23.                         | I Don’t Know Why (Stevie Wonder/Paul Riser/Don Hunter/Lula Hardaway) | Try A Little Harder (Jagger/Richards)                       | -                 | #42               |
| 1975. augusztus                         | Out of Time (Jagger/Richards)                                        | Jiving Sister Fanny (Jagger/Richards)                       | #45               | #81               |
| 1976. április 20.                       | Fool to Cry (Jagger/Richards)                                        | Crazy Mama (Jagger/Richards)                                | #6                | #10               |
| 1976. június                            | Hot Stuff (Jagger/Richards)                                          | Fool to Cry (Jagger/Richards)                               | -                 | #49               |
| 1978. május 19.                         | Miss You (Jagger/Richards)                                           | Far Away Eyes (Jagger/Richards)                             | #3                | #1                |
| 1978. szeptember 9.                     | Beast of Burden (Jagger/Richards)                                    | When the Whip Comes Down (Jagger/Richards)                  | -                 | #8                |
| 1978. szeptember 15.                    | Respectable (Jagger/Richards)                                        | When the Whip Comes Down (Jagger/Richards)                  | #23               | -                 |
| 1978. november 29.                      | Shattered (Jagger/Richards)                                          | Everything Is Turning to Gold (Jagger/Richards/Ronnie Wood) | -                 | #31               |

### 1980-as évek
| Megjelenés           | A-oldal                                                                        | B-oldal                                                     | Listás helyezések | Listás helyezések | Listás helyezések |
| Megjelenés           | A-oldal                                                                        | B-oldal                                                     | UK                | USA               | USA Rock          |
| -------------------- | ------------------------------------------------------------------------------ | ----------------------------------------------------------- | ----------------- | ----------------- | ----------------- |
| 1980. június 20.     | Emotional Rescue (Jagger/Richards)                                             | Down in the Hole (Jagger/Richards)                          | #9                | #3                | -                 |
| 1980. szeptember 19. | She's So Cold (Jagger/Richards)                                                | Send It to Me (Jagger/Richards)                             | #33               | #26               | -                 |
| 1981. április 18.    | If I Was A Dancer (Dance Pt. 2) (Jagger/Richards/Wood)                         | Dance (instrumental) (Jagger/Richards/Wood)                 | -                 | -                 | #26               |
| 1981. augusztus 14.  | Start Me Up (Jagger/Richards)                                                  | No Use In Crying (Jagger/Richards/Wood)                     | #7                | #2                | #1                |
| 1981. november 30.   | Waiting on a Friend (Jagger/Richards)                                          | Little T&A (Jagger/Richards)                                | #50               | #13               | #8                |
| 1981. november 30.   | Little T&A (Jagger/Richards)                                                   | Waiting on a Friend (Jagger/Richards)                       | -                 | -                 | #5                |
| 1982. február        | Hang Fire (Jagger/Richards)                                                    | Neighbours (Jagger/Richards)                                | -                 | #20               | #2                |
| 1982. június 1.      | Going to a Go-Go (Live) (Smokey Robinson/Marv Tarplin/Pete Moore/Bobby Rogers) | Beast Of Burden (Live) (Jagger/Richards)                    | #26               | #25               | #5                |
| 1982. szeptember 13. | Time Is on My Side (Live) (Ragavoy)                                            | Twenty Flight Rock (Live) (Ned Fairchild/Eddie Cochran)     | #62               | -                 | -                 |
| 1983. november 1.    | Undercover of the Night (Jagger/Richards)                                      | All the Way Down (Jagger/Richards)                          | #11               | #9                | #2                |
| 1984. január 30.     | She Was Hot (Jagger/Richards)                                                  | Think I'm Going Mad (Jagger/Richards)                       | #42               | #44               | #4                |
| 1984. január 30.     | Think I'm Going Mad (Jagger/Richards)                                          | She Was Hot (Jagger/Richards)                               | -                 | -                 | #50               |
| 1984. július 3.      | Too Tough (Jagger/Richards)                                                    | Miss You (Jagger/Richards)                                  | -                 | -                 | #14               |
| 1984. július 5.      | Brown Sugar (Jagger/Richards) RE-ISSUE                                         | Bitch (Jagger/Richards) RE-ISSUE                            | #58               | -                 | -                 |
| 1984. december 1.    | Too Much Blood (Dance Version) (Jagger/Richards)                               | Too Much Blood (Dub Version) Too Much Blood (Album Version) | -                 | -                 | #38               |
| 1986. február 26.    | Harlem Shuffle (Bob Relf/Earl Nelson)                                          | Had It With You (Jagger/Richards/Wood)                      | #13               | #5                | #2                |
| 1986. április        | Winning Ugly (London Mix) (Jagger/Richards)                                    | Winning Ugly (N.Y. Mix) (Jagger/Richards)                   | -                 | -                 | #10               |
| 1986. május 20.      | One Hit (To the Body) (Jagger/Richards/Wood)                                   | Fight (Jagger/Richards/Wood)                                | #80               | #28               | #3                |
| 1989. augusztus 21.  | Mixed Emotions (Jagger/Richards)                                               | Fancy Man Blues (Jagger/Richards)                           | #36               | #5                | #1                |
| 1989. szeptember     | Sad Sad Sad (Jagger/Richards)                                                  | Blinded by Love (Jagger/Richards)                           | -                 | -                 | #14               |
| 1989. november 13.   | Rock and a Hard Place (Jagger/Richards)                                        | Cook Cook Blues (Jagger/Richards)                           | #63               | #23               | #1                |

### 1990-es évek
| Megjelenés                           | A-oldal                                                    | B-oldal                                                                    | Listás helyezések | Listás helyezések | Listás helyezések |
| Megjelenés                           | A-oldal                                                    | B-oldal                                                                    | UK                | USA               | USA Rock          |
| ------------------------------------ | ---------------------------------------------------------- | -------------------------------------------------------------------------- | ----------------- | ----------------- | ----------------- |
| 1990. január 23.                     | Almost Hear You Sigh (Jagger/Richards/Steve Jordan)        | Break the Spell (Jagger/Richards)                                          | -                 | #50               | #1                |
| 1990. június 18.                     | Almost Hear You Sigh (Jagger/Richards/Steve Jordan)        | Wish I'd Never Met You (Jagger/Richards)                                   | #31               | -                 | -                 |
| 1990. június 11.                     | Paint It, Black (Jagger/Richards) RE-ISSUE                 | Long Long While (Jagger/Richards)                                          | #61               | -                 | -                 |
| 1990. augusztus 11.                  | Terrifying (Jagger/Richards)                               | Wish I'd Never Met You (Jagger/Richards)                                   | #82               | -                 | #8                |
| 1991. március 4.                     | Highwire (Jagger/Richards)                                 | 2000 Light Years from Home (Live) (Jagger/Richards)                        | #29               | #57               | #1                |
| 1991. május 24.                      | Ruby Tuesday (Live) (Jagger/Richards)                      | Play With Fire (Live) (Jagger/Richards)                                    | #59               | -                 | -                 |
| 1991. május                          | Sex Drive (Jagger/Richards) PROMO                          |                                                                            |                   | -                 | #40               |
| 1994. július 4.                      | Love Is Strong (Jagger/Richards)                           | The Storm (Jagger/Richards)                                                | #14               | #91               | #2                |
| 1994. szeptember 26. 1995. január    | You Got Me Rocking (Jagger/Richards)                       | Jump On Top of Me (Jagger/Richards)                                        | #23               | #113              | #2                |
| 1994. október 17. 1994. november 28. | Out of Tears (Jagger/Richards)                             | I'm Gonna Drive (Jagger/Richards) Sparks Will Fly (Jagger/Richards)        | #36               | #60               | #14               |
| 1995. január                         | Sparks Will Fly (Jagger/Richards) PROMO                    |                                                                            | -                 | -                 | #30               |
| 1995. július 3.                      | I Go Wild (Jagger/Richards)                                | (remixek)                                                                  | #29               | -                 | #20               |
| 1995. október 30.                    | Like a Rolling Stone (Bob Dylan)                           | Black Limousine (Jagger/Richards/Wood) All Down the Line (Jagger/Richards) | #12               | #109              | #16               |
| 1996.                                | Wild Horses (Live)                                         | Live with Me (Live) / Tumblin Dice (Live)                                  | -                 | -                 | -                 |
| 1997. szeptember 22.                 | Anybody Seen My Baby? (Jagger/Richards/k.d. lang/Ben Mink) | (remixek)                                                                  | #22               | -                 | #3                |
| 1997. december                       | Flip The Switch (Jagger/Richards) PROMO                    |                                                                            | -                 | -                 | #14               |
| 1998. január 26.                     | Saint of Me (Jagger/Richards)                              | Gimme Shelter (Jagger/Richards) Anyway You Look At It (Jagger/Richards)    | #26               | #94               | #13               |
| 1998. augusztus 10.                  | Out of Control (radio edit)(Jagger/Richards)               | (remixek)                                                                  | #51               | -                 | -                 |
| 1998. november 28.                   | Gimme Shelter (live) (Jagger/Richards) PROMO               |                                                                            | -                 | -                 | #29               |